# Madeleine Shaw Lefevre
Pour les articles homonymes, voir Shaw-Lefevre.
Madeleine Septimia Shaw Lefevre (6 mai 1835 - 19 septembre 1914) est la première principale de Somerville Hall, de 1879 à 1889. L'établissement devient un collège constitutif de l'université d'Oxford en 1894 et prend le nom de Somerville College.

## Biographie
Madeleine Shaw Lefevre naît en 1835, septième enfant de l'avocat et homme politique John Shaw Lefevre, et de son épouse, Rachael Emily Wright. La famille Shaw Lefevre compte plusieurs hauts fonctionnaires et personnalités politiques. Madeleine est éduquée à domicile.
En 1866, elle rend visite à sa sœur, Rachael, à Fredericton, alors que le mari de celle-ci Arthur Hamilton-Gordon est lieutenant-gouverneur du Nouveau-Brunswick. Ils voyagent ensemble à la Trinité où elle reste quelques mois.
Madeleine Shaw Lefevre s'est d'abord impliquée dans la vie publique au cours des années 1870, probablement grâce à ses liens familiaux avec Julia Reynolds-Moreton, la belle-mère de son frère George. En effet, celle-ci est membre fondatrice de la Workhouse Visiting Society et en relation avec la National Association for the Promotion of Social Sciences. Madeleine Shaw Lefevre devient membre du comité central de la Metropolitan Association for Befriending Young Servants.

## Somerville Hall
L'Association for the Education of Women est fondée en 1878, dans la perspective de créer un collège pour femmes à Oxford. Il s'agit alors de proposer aux étudiantes d'Oxford un lieu de vie. Somerville Hall est créé l'année suivante et Madeleine Shaw Lefevre est nommée principale en mai 1879. Madeleine Shaw Lefevre n'était pas une universitaire, n'avait pas d'expérience éducative formelle, ayant été éduquée à la maison, et ne figurait pas sur la liste initiale des candidates. Cependant, le comité de sélection est intéressé par son expérience de travail social et de charité. En outre, son père, vice-chancelier de l'université de Londres, avait soutenu l'accès des étudiantes de cette université aux diplômes universitaires, et son frère George s'occupait de la collecte de fonds pour Somerville Hall. Elle est sollicitée par l'évêque John Percival, président de Trinity College et du comité de sélection. Néanmoins, elle se montre réticente et n'accepte cette fonction qu'à la condition que ce soit pour une seule année, et qu'elle n'ait pas d'obligation de résidence à Oxford durant les vacances universitaires. Son salaire est de 100 £ par an et elle bénéficie de la pension et du logement gratuits.
Lorsqu'elle prend ses fonctions, Somerville Hall compte douze étudiantes installées dans une maison sur Woodstock Road à Walton Manor, achetée à St John's College. Elle s'inspire de l'organisation mise en œuvre par Anne Clough au collège de femmes, Newnham Hall, situé à Cambridge. Somerville Hall est non-dénominationnel, contrairement à Lady Margaret Hall, collège anglican qui ouvre à Oxford la même année. Somerville Hall s'agrandit une première fois en 1885.
Madeleine Shaw Lefevre est chargée d'institutionnaliser le collège. Grâce à ses relations personnelles et politiques, elle recueille les fonds qui permettent au collège d'obtenir les droits sur les terrains. Elle participe à l'administration du collège et de l'université d'Oxford. Elle collabore étroitement avec son homologue de Lady Margaret Hall, Elizabeth Wordsworth. Grâce notamment à l'action des deux principales, les étudiantes sont autorisées à passer des examens universitaires à partir de 1884 (bien qu'elles n'aient pu obtenir de diplômes avant 1920).
Elle prend un congé sabbatique de six mois en 1885, et fait un séjour à Ceylan, chez sa sœur et son beau-frère.
Cornelia Sorabji, première étudiante indienne en Angleterre, rejoint Somerville College durant le mandat de Shaw Lefevre. Treize des 82 étudiantes passées à Somerville pendant son mandat ont obtenu des notes équivalentes à un diplôme de première classe. 
Madeleine Shaw Lefevre est administratrice du Bedford College de Londres à partir de 1885.
Elle prend sa retraite en 1889 et elle est remplacée comme principale par Agnes Catherine Maitland. Elle s'installe à Farnham, dans le Surrey, avec ses autres sœurs restées célibataires. Elle reste membre du conseil de Somerville College et s'implique également dans le comité des écoles de Farnham. Elle meurt à Farnham et est inhumée à Ascot.